# آدریانو ریمولدی
آدریانو ریمولدی (ایتالیایی: Adriano Rimoldi؛ ۳ اکتبر ۱۹۱۲ – ۱۹ ژوئن ۱۹۶۵) بازیگر اهل ایتالیا بود.
از فیلم‌هایی که وی در آن نقش داشته‌است، می‌توان به آتول کا، کارمن، شاهنشاه، بچه‌ها نگاهمان می‌کنند، خداحافظ جوانی، خداحافظ جوانی و چهار نفر در مرز اشاره کرد.